# Bijele Vode (Glina)
Bijele Vode falu Horvátországban, Sziszek-Monoszló megyében. Közigazgatásilag Glinához tartozik.

## Fekvése
Sziszek városától légvonalban 26, közúton 48 km-re délnyugatra, községközpontjától légvonalban 10, közúton 13 km-re délkeletre fekszik. Főbb településrészei Donji Jelići, Gornji Jelići, Brankovići, Demići és Metkoši az itt élt családok neveit viselik.

## Története
A környék számos településéhez hasonlóan a 17. század vége felé népesült be Boszniából menekült pravoszlávokkal. 1696-ban a szábor a bánt tette meg a Kulpa és az Una közötti határvédő erők parancsnokává, melyet hosszas huzavona után 1704-ben a bécsi udvar is elfogadott. Ezzel létrejött a Báni végvidék (horvátul Banovina), mely katonai határőrvidék része lett. 1745-ben megalakult a Glina központú első báni ezred, melynek fennhatósága alá ez a vidék is tartozott. 1881-ben megszűnt a katonai közigazgatás és Zágráb vármegye Glinai járásának része lett. A falunak 1857-ben 672, 1910-ben 1048 lakosa volt. 1918-ban az új szerb-horvát-szlovén állam, majd később Jugoszlávia része lett. A második világháború idején a Független Horvát Állam része volt. A falu 1991. június 25-én a független Horvátország része lett, de szerb lakói a Krajinai Szerb Köztársasághoz csatlakoztak. A falut 1995. augusztus 8-án a Vihar hadművelettel foglalta vissza a horvát hadsereg. A lakosság elmenekült, de később néhány főként idős ember visszatért. A településnek 2011-ben 67 lakosa volt, akik mezőgazdasággal és állattartással foglalkoztak.

## Népesség
| Lakosság változása | Lakosság változása | Lakosság változása | Lakosság változása | Lakosság változása | Lakosság változása | Lakosság változása | Lakosság változása | Lakosság változása | Lakosság változása | Lakosság változása | Lakosság változása | Lakosság változása | Lakosság változása | Lakosság változása | Lakosság változása |
| ------------------ | ------------------ | ------------------ | ------------------ | ------------------ | ------------------ | ------------------ | ------------------ | ------------------ | ------------------ | ------------------ | ------------------ | ------------------ | ------------------ | ------------------ | ------------------ |
| 1857               | 1869               | 1880               | 1890               | 1900               | 1910               | 1921               | 1931               | 1948               | 1953               | 1961               | 1971               | 1981               | 1991               | 2001               | 2011               |
| 672                | 702                | 726                | 801                | 944                | 1.048              | 976                | 1.045              | 825                | 766                | 728                | 637                | 463                | 371                | 61                 | 67                 |

## Nevezetességei
Hagyományos népi építésű parasztházak a 178, 145, 136, 140, 133, 141, valamint a 149, 156, 157, 158 és 159 számok alatt.